# Dhjanamudra

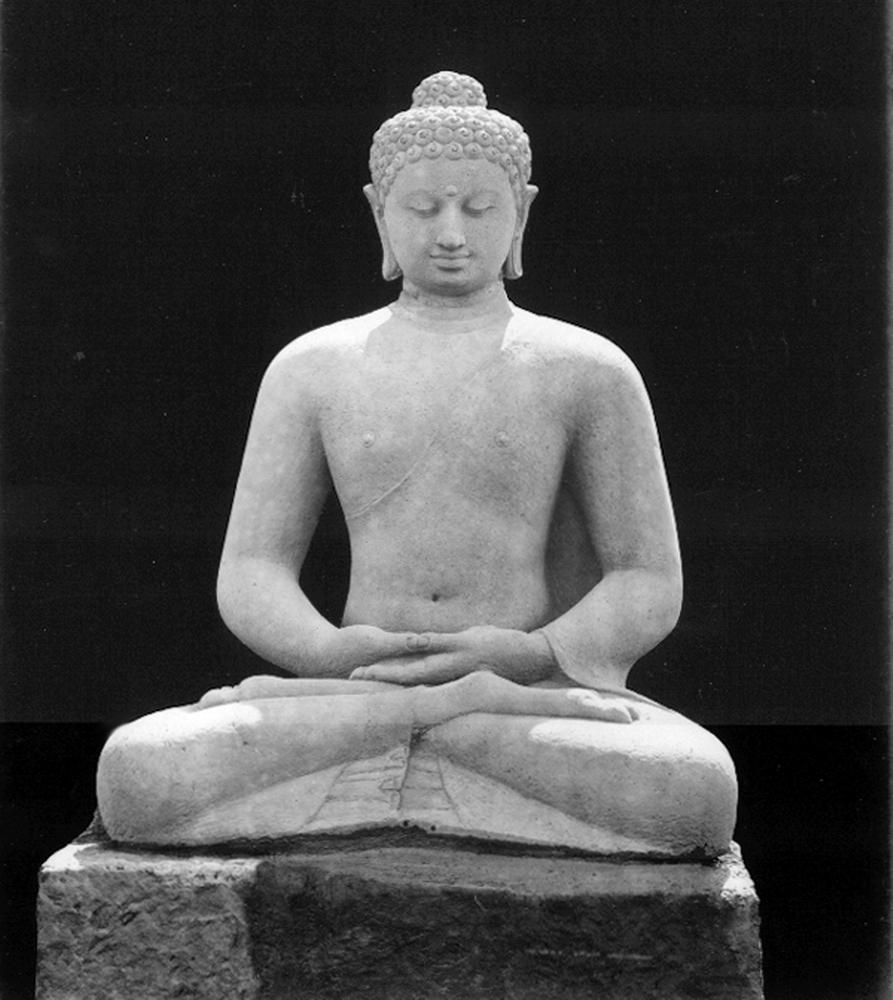
Dhjana-mudra, Budda, Borobudur

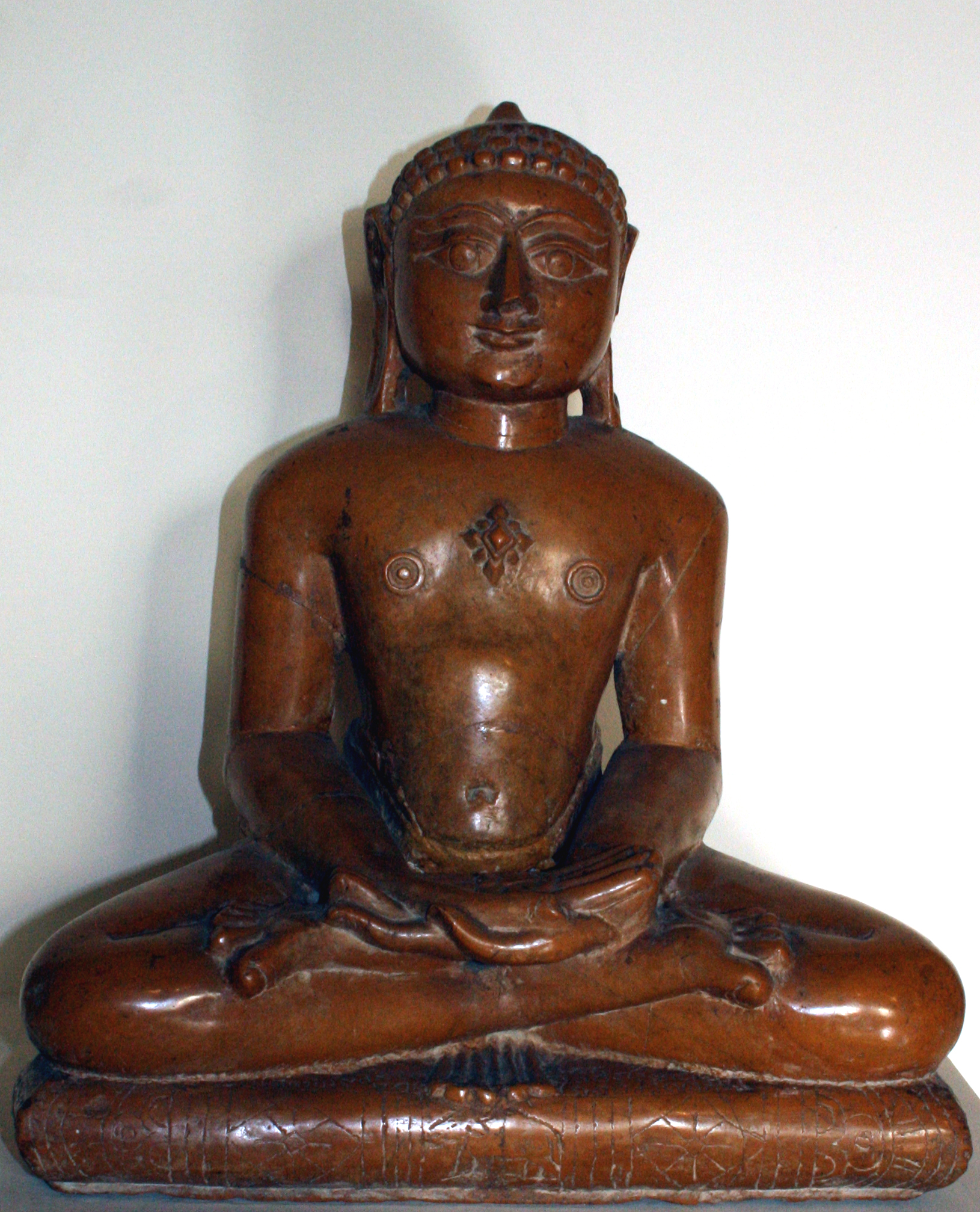
Dhjana-mudra, Mahawira

Dhjanamudra (sanskryt : gest medytacji) – w ikonografii hinduskiej, dźinijskiej i buddyjskiej tzw. mudra medytacji (dhjana), symbolizująca stan głębokiego skupienia samadhi. 
Siedząca postać ukazywana jest z dłońmi ułożonymi jedna na drugiej, wnętrzem do góry, ze stykającymi się kciukami. W pozie tej przedstawiany jest często Budda Amitabha.